# 阿斯特鲁德·吉尔贝托
阿斯特魯德·吉爾貝托
阿斯特魯德·吉爾貝托（葡萄牙語：Astrud Gilberto，1940年3月29日—2023年6月5日），是一位巴西巴薩諾瓦（Bossa Nova）與爵士樂歌手。她因在1964年與史坦·蓋茲（Stan Getz）合作的經典歌曲《來自伊帕內瑪的女孩》（The Girl from Ipanema）而享譽全球，其柔和細膩的「悄聲」唱腔成為巴薩諾瓦音樂的標誌性聲音之一，對該曲風在國際上的普及產生了深遠影響。

## 早年與家庭
阿斯特魯德·吉爾貝托本名為阿斯特魯德·伊萬格琳娜·溫納特（Astrud Evangelina Weinert），1940年出生於巴西巴伊亞州的薩爾瓦多，母親為巴西人，父親則是德國移民。她在里約熱內盧長大，家庭充滿濃厚的音樂氛圍，其母親擅長演奏多種樂器。由於父親是一名語言學教授，吉爾貝托自幼便精通多種語言，包括葡萄牙語、英語、西班牙語、義大利語、法語、德語及日語，這也為她日後的國際音樂事業奠定了基礎。
1959年，她與被譽為「巴薩諾瓦之父」的音樂家若昂·吉爾貝托（João Gilberto）結婚，並於1963年隨丈夫移民至美國。兩人育有一子，名為若昂·馬塞洛·吉爾貝托（João Marcelo Gilberto）。這段婚姻於1964年中期結束。 她與第二任伴侶育有另一子格雷戈里·拉索薩（Gregory LaSorsa），兩人後來也曾在音樂上進行合作。

## 音樂生涯

### 突破與成名
吉爾貝托的音樂生涯起源於一場偶然的機遇。1963年，她的丈夫若昂·吉爾貝托與薩克斯風手史坦·蓋茲，以及作曲家安東尼奧·卡洛斯·裘賓正在紐約錄製專輯《Getz/Gilberto》。製作人克里德·泰勒（Creed Taylor）希望推出英文版本以進軍美國市場。當時在場的阿斯特魯德是唯一一位能流利使用英語的巴西人。儘管她毫無專業歌唱經驗，但在丈夫的鼓勵下，她為〈來自伊帕內瑪的女孩〉和〈Corcovado〉獻聲，從而開啟了她的音樂旅程。
她的歌聲純淨、自然且帶有一絲羞澀感，與蓋茲的薩克斯風完美融合，意外地成為專輯的最大亮點。 1964年，唱片公司發行了單曲版本的《來自伊帕內瑪的女孩》，其中省略了若昂·吉爾貝托演唱的葡萄牙語部分，完全聚焦於阿斯特魯德的英語演唱。該單曲在全球獲得巨大成功，銷量超過百萬張，並為她贏得了葛萊美獎年度最佳唱片的提名。
儘管這首歌為她贏得了國際聲譽，但她的經濟回報卻極為微薄。據報導，她僅獲得120美元的錄音標準酬勞，並未獲得任何版稅。據稱，這是因為史坦·蓋茲指示製作人不向她支付相關權利金。
事業起飛後，她也短暫涉足影壇，於1964年參演了電影《Get Yourself a College Girl》和《The Hanged Man》。

### 個人發展與創作
1965年，吉爾貝托發行了首張個人專輯《The Astrud Gilberto Album》，獲得商業與評論上的雙重成功。整個1960年代，她持續推出多張專輯，進一步鞏固了自己作為巴薩諾瓦代表性歌手的地位。
阿斯特魯德的事業主要在巴西以外地區發展，她在國外的知名度遠高於本國。對於這種現象，她曾表達過不滿。
進入1970年代後，吉爾貝托開始嘗試創作歌曲，逐漸從單純的演唱者轉型為創作型歌手。她的音樂風格也變得更加多元，融入當時的流行元素。憑藉語言天賦，她以多種語言錄製歌曲，進一步拓展了其在全球的影響力。

## 個人生活與巡迴
在1964年的巡迴演出期間，吉爾貝托與史坦·蓋茲發生婚外情，這段關係也導致她與若昂·吉爾貝托的婚姻破裂。她後來形容與蓋茲的關係是一段痛苦的經歷，並表示曾遭受其情感虐待。儘管如此，基於財務需求，兩人仍維持了一段時間的音樂合作關係。
她的兩個兒子後來都成為她的音樂夥伴。長子馬塞洛（Marcelo Gilberto）自1982年起加入其樂隊，擔任貝斯手，同時兼任巡演經理與技術助理。次子格雷戈里（Gregory LaSorsa）也曾參與她的錄音工作，負責吉他演奏。1990年，吉爾貝托與兩位兒子共同創立了 Gregmar Productions, Inc.，致力於推廣與開發新音樂作品。

## 榮譽與晚年
吉爾貝托的音樂成就為她帶來了多項榮譽。
- 1992年，她獲得了「拉丁爵士美國終身成就獎」（Latin Jazz USA Award for Lifetime Achievement）。
- 1996年，她參與了紅熱組織（Red Hot Organization）為防治愛滋病而製作的慈善專輯《Red Hot + Rio》，與喬治·麥可合作演唱了歌曲《Desafinado》。
- 2002年，她入選「國際拉丁音樂名人堂」（International Latin Music Hall of Fame）。同年，她宣布無限期休假，不再進行公開演出。[7]
- 2008年，她獲頒拉丁葛萊美終身成就獎。

在晚年，吉爾貝托將大量時間投入於動物權利運動，成為一位積極的倡議者。

## 影響與遺產
阿斯特魯德·吉爾貝托的音樂生涯橫跨五十年。她那獨特柔和的唱腔不僅為〈來自伊帕內瑪的女孩〉賦予經典魅力，更將富有詩意的巴薩諾瓦音樂推向世界舞台。從一位偶然登場的客串歌手，她蛻變為獨立創作人與國際巨星，展現出深厚的多語言與多文化音樂素養。
她的音樂至今仍被廣泛應用於影視作品及被後代音樂人採樣，其影響力歷久不衰：
- 她的版本《Fly Me to the Moon》被收錄於2003年電影《愛情趴趴走》（Down with Love）的原聲帶中。
- 《Who Can I Turn To?》在2005年被黑眼豆豆（The Black Eyed Peas）採樣於歌曲《Like That》中。
- 《Berimbau》被DJ兼製作人Cut Chemist採樣。
- 《Once I Loved》被收錄於2007年電影《鴻孕當頭》（Juno）的原聲帶中。
- 波蘭歌手Basia在其專輯《Time and Tide》中的歌曲《Astrud》，即是向她致敬的作品。

2023年6月5日，吉爾貝托於美國賓夕法尼亞州費城逝世，享年83歲。

## 音樂作品
錄音室專輯
- 《The Astrud Gilberto Album（英语：The Astrud Gilberto Album）》（1965年）
- 《The Shadow of Your Smile（英语：The Shadow of Your Smile (Astrud Gilberto album)）》（1965年）
- 《A Certain Smile, a Certain Sadness（英语：A Certain Smile, a Certain Sadness）》（1966年）
- 《Look to the Rainbow（英语：Look to the Rainbow (Astrud Gilberto album)）》（1966年）
- 《Beach Samba（英语：Beach Samba）》（1967年）
- 《Windy（英语：Windy (album)）》（1968年）
- 《September 17, 1969（英语：September 17, 1969）》（1969年）
- 《I Haven't Got Anything Better to Do（英语：I Haven't Got Anything Better to Do）》（1969年）
- 《Gilberto Golden Japanese Album》（1970年）
- 《Gilberto with Turrentine（英语：Gilberto with Turrentine）》（1971年）
- 《Now》（1972年）
- 《That Girl from Ipanema》（1977年）
- 《Plus（英语：Plus (Astrud Gilberto and James Last album)）》（1986年）
- 《Jungle（英语：Jungle (Astrud Gilberto album)）》（2002年）

## 外部鏈接
- astrudgilberto.com – 官方網站
- 阿斯特鲁德·吉尔贝托在互联网电影资料库（IMDb）上的資料（英文）
- 阿斯特鲁德·吉尔贝托的Discogs页面（英文）